# Alurnus batesii
Alurnus batesii es un insecto coleóptero de la familia Chrysomelidae. Fue descrita científicamente por primera vez en 1864 por Baly.